# Villa Paveri Fontana Della Zoppa
Villa Paveri Fontana Della Zoppa è un edificio in stile neoclassico situato in strada Montanara 368 a San Ruffino, frazione di Parma.

## Storia
La struttura originaria fu probabilmente costruita nel XVI secolo per volere della famiglia Cassola.
La proprietà passò nel XVIII secolo ai banchieri Mussi, che fecero ristrutturare e ampliare l'edificio preesistente e nel 1761 fecero erigere la cappella interna, intitolata alla beata Vergine del Buon Consiglio o dell'Aiuto; nel 1771 Giuseppe Antonio Mussi fu nominato consigliere di Stato e il 1791, insieme ai fratelli Giacomo e Giovanni, fu nobilitato dal duca di Parma Ferdinando di Borbone.
Tra il 1815 e il 1820, in seguito alla scomparsa dell'ultimo discendente della casata, la tenuta fu acquistata dal barone Francesco Antonio Ferrari, il cui figlio Andrea, che aggiunse al proprio il cognome della moglie Carlotta Pelati, nel 1835 fece ampliare e decorare l'edificio in stile neoclassico. Nel 1866 gli subentrò il figlio Giacomo, che, coniugato con Anna Maria Meli Lupi di Soragna, trasmise la tenuta alla sua famiglia.
Nel 1920 la proprietà fu acquistata dall'industriale Alinovi, che dopo pochi anni la rivendette al nobile Felix Della Zoppa; quest'ultimo fece edificare una nuova cappella nel parco, eliminando quella settecentesca interna, e fece restaurare la villa, che in seguito passò alla figlia Milly, sposata col marchese Ferrante Paveri Fontana.

## Descrizione

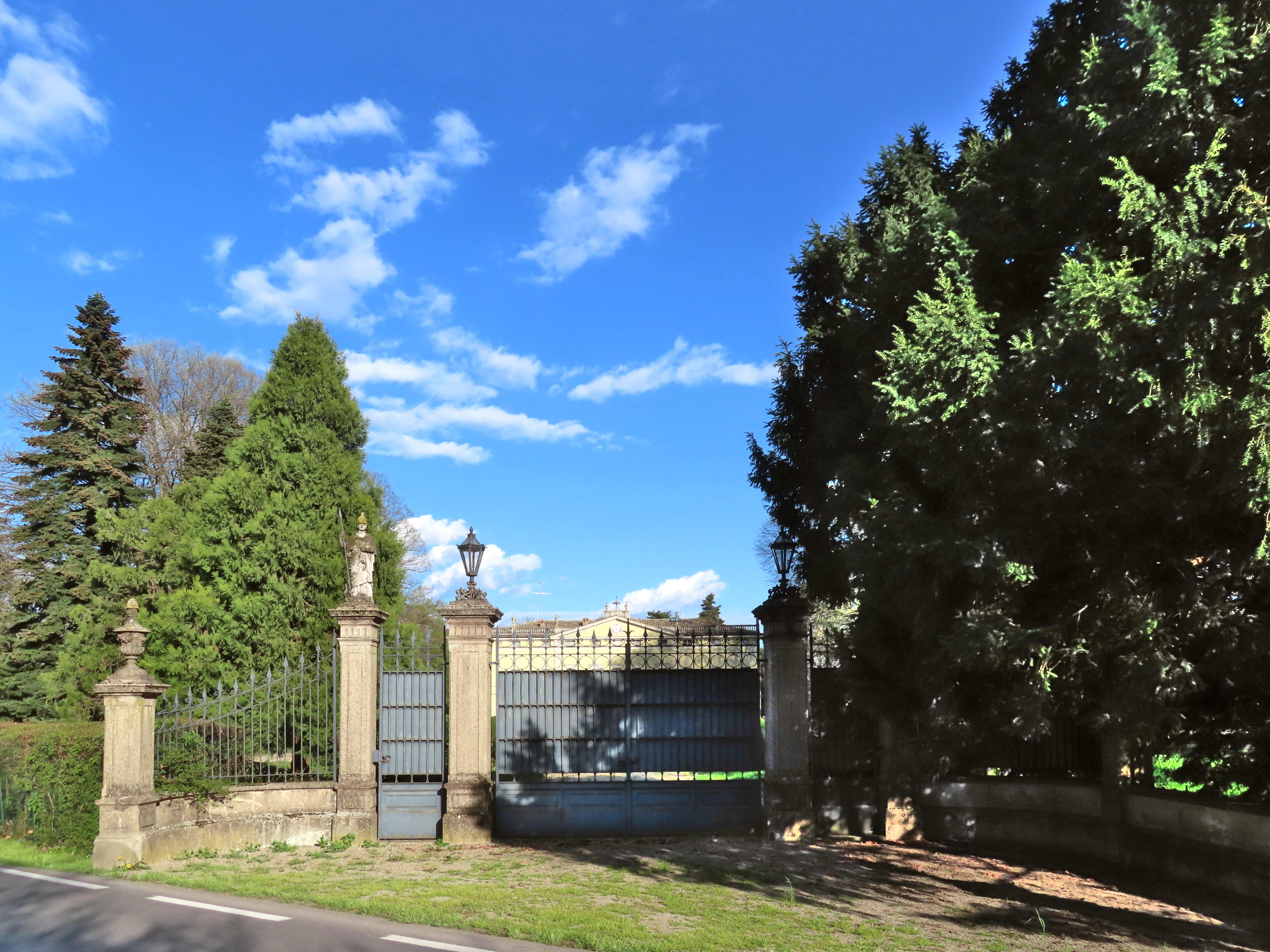
Cancellata d'ingresso al parco

La villa è situata al centro di un ampio parco cintato di forma irregolare, circondato dalle campagne.

### Villa
La villa si sviluppa su una pianta rettangolare, con ingresso a ovest.
La simmetrica facciata monumentale, interamente intonacata, è tripartita da quattro alte lesene in finto bugnato e si eleva su tre livelli fuori terra, scanditi da alte fasce marcapiano. L'avancorpo centrale, in lieve aggetto, è preceduto da un portico ottocentesco, retto da quattro colonne doriche a protezione dei tre portali d'ingresso e sormontato da un balcone, su cui si aprono le tre portefinestre delimitate da cornici del piano nobile; in sommità, sopra alle finestrelle del sottotetto, si staglia un grande frontone triangolare, contenente un orologio, mentre a coronamento si erge nel mezzo un fastigio mistilineo tra due alti vasi. I due corpi laterali presentano al piano terreno, per parte, tre finestre, di cui quelle centrali sormontate da lunette; in sommità si allungano due balaustre, sormontate da una serie di grandi statue.
All'interno si accede all'androne, diviso attraverso quattro colonne doriche dal grande salone centrale, a pianta quadrata; l'ambiente, decorato sulle pareti e sulle volte con stucchi neoclassici, ospita quattro ampi pannelli dipinti e un antico camino marmoreo; intorno si aprono le altre sale, caratterizzate dai pavimenti in mosaico e dagli arredi d'epoca.

### Parco

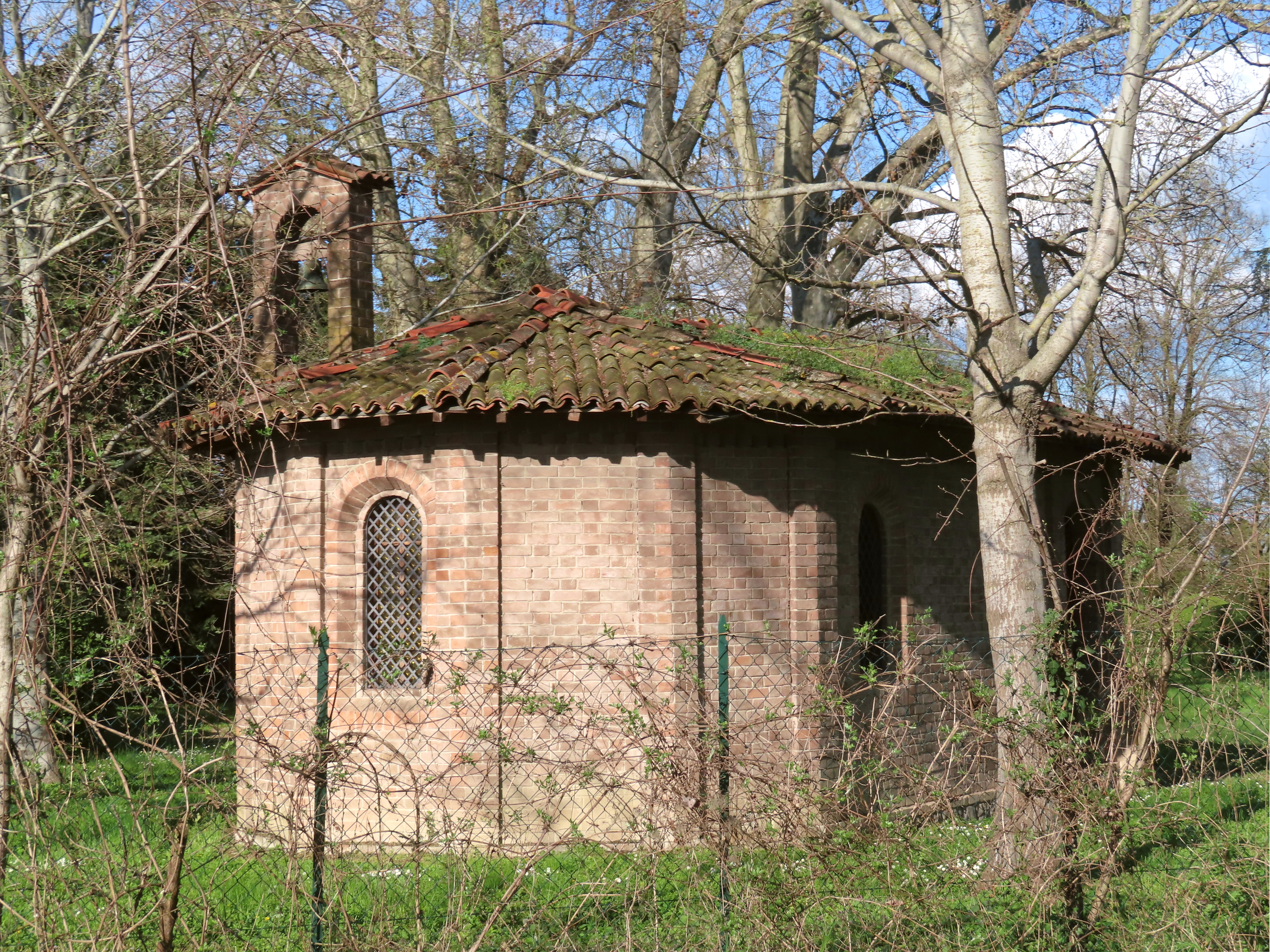
Cappella nel parco

Il giardino è accessibile da una grande cancellata a emiciclo, retta da nove pilastri sormontati da statue e lanterne; un ampio viale centrale si biforca simmetricamente di fronte alla villa, formando un'ampia aiuola nel mezzo.
Intorno all'edificio si estende l'ampio parco all'inglese, caratterizzato dalla presenza di gruppi di piante alternate a spazi più aperti; il parco, solcato da vialetti, presenta alcune statue e, nella zona sud-ovest, la cappella novecentesca, preceduta da un piccolo portico.